# Championnat de Pologne de football 1984-1985
Navigation
Édition précédente Édition suivante
La saison 1984-1985 du championnat de Pologne est la cinquante-septième saison de l'histoire de la compétition. Cette édition a été remportée par le Górnik Zabrze, devant le Legia Varsovie.

## Les clubs participants
| Club               | Ville     |
| ------------------ | --------- |
| Bałtyk Gdynia      | Gdynia    |
| GKS Katowice       | Katowice  |
| Górnik Wałbrzych   | Wałbrzych |
| Górnik Zabrze      | Zabrze    |
| Lech Poznań        | Poznań    |
| Lechia Gdańsk      | Gdańsk    |
| Legia Varsovie     | Varsovie  |
| LKS Łódź           | Lódź      |
| Motor Lublin       | Lublin    |
| Pogoń Szczecin     | Szczecin  |
| Radomiak Radom     | Radom     |
| Ruch Chorzów       | Chorzów   |
| Sląsk Wrocław      | Wrocław   |
| Widzew Łódź        | Lódź      |
| Wisła Cracovie     | Cracovie  |
| Zagłębie Sosnowiec | Sosnowiec |

## Compétition

### Classement
| Rang | Équipe             | Pts | J  | G  | N  | P  | Bp | Bc | Diff |
| ---- | ------------------ | --- | -- | -- | -- | -- | -- | -- | ---- |
| 1    | Górnik Zabrze      | 42  | 30 | 16 | 10 | 4  | 38 | 16 | +22  |
| 2    | Legia Varsovie     | 41  | 30 | 17 | 7  | 6  | 36 | 19 | +17  |
| 3    | Widzew Łódź (C)    | 38  | 30 | 13 | 12 | 5  | 34 | 16 | +18  |
| 4    | Lech Poznań (T)    | 38  | 30 | 14 | 10 | 6  | 41 | 31 | +10  |
| 5    | Zagłębie Sosnowiec | 31  | 30 | 11 | 9  | 10 | 37 | 38 | -1   |
| 6    | ŁKS Łódź           | 30  | 30 | 11 | 8  | 11 | 31 | 32 | -1   |
| 7    | Ruch Chorzów       | 29  | 30 | 10 | 9  | 11 | 28 | 28 | 0    |
| 8    | Górnik Wałbrzych   | 29  | 30 | 8  | 13 | 9  | 32 | 35 | -3   |
| 9    | Motor Lublin       | 27  | 30 | 9  | 9  | 12 | 30 | 36 | -6   |
| 10   | GKS Katowice       | 26  | 30 | 7  | 12 | 11 | 22 | 28 | -6   |
| 11   | Pogoń Szczecin     | 26  | 30 | 9  | 8  | 13 | 29 | 36 | -7   |
| 12   | Lechia Gdańsk (P)  | 26  | 30 | 8  | 10 | 12 | 23 | 34 | -11  |
| 13   | Bałtyk Gdynia      | 26  | 30 | 9  | 8  | 13 | 22 | 35 | -13  |
| 14   | Śląsk Wrocław      | 25  | 30 | 8  | 9  | 13 | 34 | 36 | -2   |
| 15   | Radomiak Radom (P) | 25  | 30 | 8  | 9  | 13 | 29 | 32 | -3   |
| 16   | Wisła Cracovie     | 21  | 30 | 7  | 7  | 16 | 19 | 33 | -14  |

| Légende | Légende                                                                                      |
| ------- | -------------------------------------------------------------------------------------------- |
|         | Coupe des clubs champions européens 1985-1986 (1er tour)                                     |
|         | Coupe d'Europe des vainqueurs de coupe 1985-1986 (1er tour)                                  |
|         | Coupe UEFA 1985-1986 (1er tour)                                                              |
|         | Relégué en II Liga                                                                           |
|         | (T) : Tenant du titre 1983-1984 (C) : Vainqueur de la Coupe de Pologne 1984-1985 (P) : Promu |

## Bilan de la saison
| Tableau d'Honneur |               |
| Compétition       | Vainqueur     |
| I Liga            | Górnik Zabrze |
| Coupe de Pologne  | Widzew Łódź   |

| Promotions et relégations |                               |
| Relégués en II Liga       | Radomiak Radom Wisła Cracovie |
| Promus de II Liga         | Stal Mielec Zagłębie Lubin    |

| Qualifications européennes 1985-1986   |                            |
| Coupe des clubs champions européens    | Qualifié                   |
| 1er tour                               | Górnik Zabrze              |
| Coupe d'Europe des vainqueurs de coupe | Qualifié                   |
| 1er tour                               | Widzew Łódź                |
| Coupe UEFA                             | Qualifiés                  |
| 1er tour                               | Legia Varsovie Lech Poznań |

## Meilleurs buteurs
| # | Joueur             | Équipe             | Buts |
| - | ------------------ | ------------------ | ---- |
| 1 | Leszek Iwanicki    | Motor Lublin       | 14   |
| 2 | Mirosław Okoński   | Lech Poznań        | 13   |
| 3 | Włodzimierz Ciołek | Górnik Wałbrzych   | 11   |
|   | Jan Urban          | Zagłębie Sosnowiec | 11   |